# Santa Maria de la Bovera
Santa Maria de la Bovera és un santuari marià i antic monestir femení de l'orde del Cister situat en un tossal a 590 metres d'altitud al terme de Guimerà (Urgell). És una obra inclosa a l'Inventari del Patrimoni Arquitectònic de Catalunya.

## Història
El lloc de la Bovera es coneix des de l'any 1176. Inicialment hi havia un grup de devots, probablement homes i dones, tot i que no queda clar si en aquells temps es tractava d'una comunitat mixta, com la primitiva de Vallbona, o de dues comunitats properes però separades. El 1190, el cavaller Pere de Tàrrega decidí fundar-hi un monestir (sota la protecció de Vallbona de les Monges.) on consta que, el 1195, la seva filla, Elisenda de Tàrrega n'era l'abadessa. És probable, tot i que no es conserva documentació, que la Bovera es formés amb monges procedents de Vallbona i que depengués d'aquest monestir. Allò que no es pot negar és la relació de la Bovera -i després Vallsanta- amb el cenobi de Vallbona, atesa la proximitat geogràfica i el paper directriu d'aquest darrer convent.
Per falta d'aigua al cenobi, part de la comunitat establerta a la Bovera va anar el 1231 a fundar el monestir de Santa Maria de Valldaura d'Olvan (Berguedà), mentre que altres, el 1237, instituïren un nou convent no gaire lluny de la Bovera, a un lloc que s'anomenà Santa Maria de Vallsanta, actualment en ruïnes, situat al mateix terme de Guimerà però al fons de la vall del riu Corb., de manera que el 1246 ja no hi havia comunitat al primer monestir.
Les causes del canvi d'ubicació es poden atribuir a la recerca d'un lloc més còmode i a la pobresa i la manca d'aigua que patien a la Bovera (són molts els casos de monestirs cistercencs, masculins i femenins, que hagueren de variar el primitiu emplaçament). També es pot relacionar amb el fet que les valls s'adeien més amb l'esperit dels cistercencs que no pas les eminències del terreny (Bernardus vallem amat). Tampoc la disposició de la Bovera no presentava l'estructura del típic monestir del Cister, ja que tenia una torre fortificada, una galeria en comptes de claustre...
Quan la Bovera fou abandonat per les monges continuà essent un santuari cedit a persones devotes de la Mare de Déu, que l'habitaren com a anacoretes. El santuari era fortificat i tenia una torre habitació. Fou un lloc de molta devoció entre la gent de la contrada i afavorit per donacions de la noblesa, com ho reflecteix la porxada del segle xv, amb escuts, que es conserva a l'exterior de l'església. A la Bovera es venerava una Verge que fou trobada per una pastor llaurant amb els bous, d'on li ve el nom. Del segle xv es conserva un retaule dedicat a la Mare de Déu, obra de Francesc Solives, pintor banyolí deixeble de Jaume Huguet, que actualment s'exposa al Museu Episcopal de Vic.

## Arquitectura

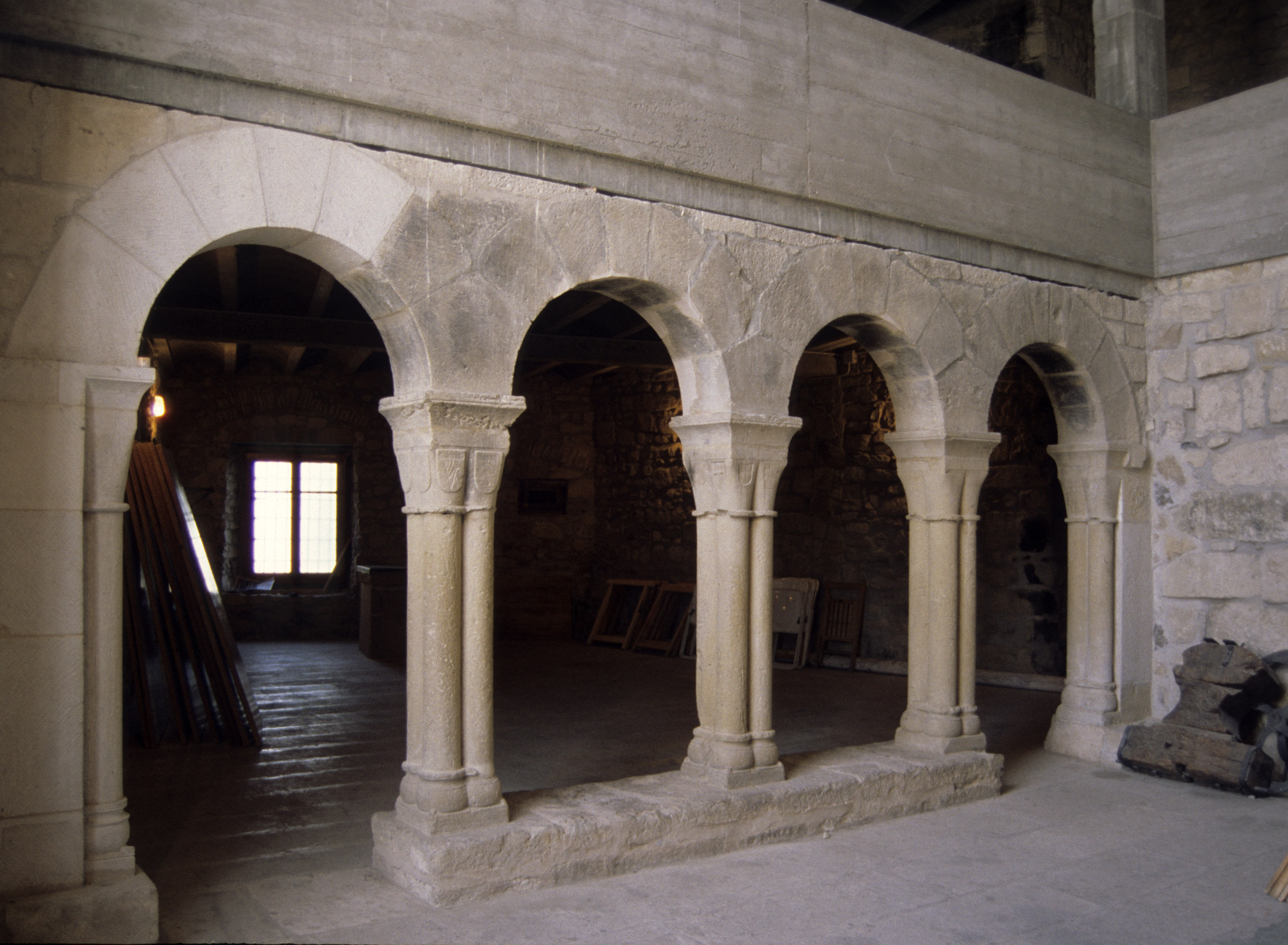
Galeria de l'antic monestir, 1998.

El primitiu cenobi cistercenc tenia una petita església, que fou enderrocada en el segle xviii, en construir-se l'actual. Era una construcció romànica, del segle xii, a la qual s'afegiren probablement en el XIII capelles laterals als dos costats del presbiteri. De les construccions antigues es conserva algun element com per exemple la part baixa de l'edifici de la torre‑habitació, de carreus rectangulars ben tallats. Però la peça més interessant és un porxo format per quatre arcs de mig punt sostinguts per cinc columnes. Aquesta peça podria pertànyer a una ala del claustre, però sembla més probable que fos una galeria de la primitiva església, dubte que resulta difícil d'aclarir perquè ha perdut la seva ubicació originària; tanmateix, Puig dibuixa sobre el plànol la primitiva església i hi encaixa els quatre arcs conservats, que es disposen, a manera de galeria, tot al llarg del costat sud.
Cada una de les arcades de la porxada està sostinguda per cinc columnes, tres exemptes i dues adossades; les columnes són quadruplicades, amb els corresponents capitells que formen una sola peça tronco-piramidal. La majoria presenten decoració heràldica: sis escuts amb les armes dels Alemany, i una creu. Tant per la utilització de l'heràldica, com per la tipologia, els capitells corresponen a mitjan segle xiii, els moments finals del monestir de la Bovera.
Les diferents obres de reforma van afectar l'edifici original, del qual només se'n conserva part d'una galeria de claustre romànic de finals del XII o principis del XIII, que es troba a l'interior de la casa de l'ermità, on també són visibles les restes d'una antiga torre de defensa aixecada el 1438. Aquell mateix any és quan Felip Galceran de Castre, senyor de Guimerà, contractà als mestres d'obra d'Alcanyís Ferran Llopis i Joan Miquel l'obra d'un campanari per al santuari. A finals del segle xv es restaurà el conjunt del santuari. D'aquesta època daten el retaule de la Mare de Déu de la Bovera, de Francesc Olives (1481, avui al Museu Episcopal de Vic), i el pòrtic renaixentista de la casa de l'ermità, construït potser ja al segle XVI L'any 1588, l'arquebisbe de Tarragona Joan Terès i Borrull col·laborà en les reformes de l'ermita.
L'església adossada a la casa de l'ermità, fou bastida de bell nou entre 1726 i 1730 per Ramon Nicolau, mestre d'obres de Guimerà, per encàrrec dels ducs d'Ixart, senyors del lloc. És un edifici barroc d'una nau amb dues capelles laterals per banda, presbiteri poligonal i volta de canó amb llunetes. La façana, feta amb carreus ben tallats, reaprofitats de la construcció anterior, té un portal de tipus classicista, amb frontó partit. Finalment, el 1799 fou refeta la casa de l'ermità, aprofitant materials antics i integrant els elements ja esmentats. Deshabitat des del 1965, actualment s'hi fan obres de consolidació i restauració.
La imatge gòtica de la Mare de Déu de la Bovera que es pot veure a l'altar major és una còpia de la original, d'alabastre policromat i realitzada al segle xv, que actualment es guarda a una casa particular. Varis Goigs manifesten la devoció popular a aquesta marededeu. Al seu interior es conserven dos retaules del segle xviii, un a la segona capella de l'esquerra i l'altre a la de la dreta. Estan fets d'estuc policromat.